# Dichen Lachman

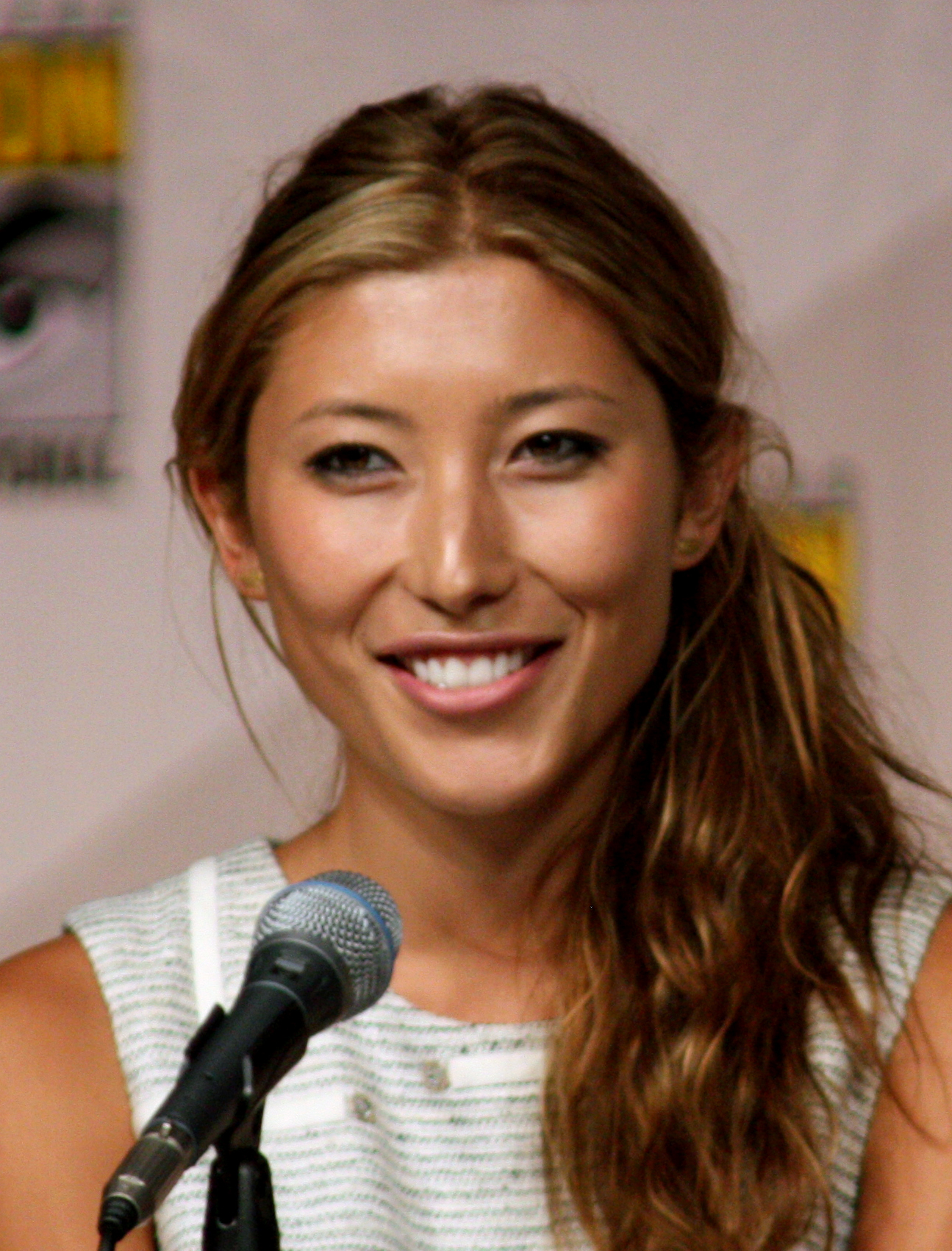
Dichen Lachman (2009)

Dichen Lachman (tibet. བདེ་ཆེན།) [ˈdiːtʃən ˈlækmən] (* 22. Februar 1982 in Kathmandu, Nepal) ist eine australische Fernsehschauspielerin. Bekannt wurde sie vor allem durch Rollen in der australischen Seifenoper Nachbarn und der US-Science-Fiction-Serie Dollhouse.

## Leben und Karriere
Lachman wurde in Kathmandu als Tochter einer Tibeterin und eines Australiers geboren und verbrachte dort die ersten sieben Jahre ihres Lebens, bevor ihre Eltern ins australische Adelaide zogen. Sie besuchte dort die Highschool, das College und die University of Adelaide.
Im Jahr 2005 wurde sie für die australische Seifenoper Nachbarn für die Rolle der Krankenschwester Katya Kinski gecastet und drehte in dieser Rolle über 80 Episoden. Vor ihrer Rolle in Nachbarn drehte sie einen Werbespot für Wanadoo. Ein Jahr später hatte sie eine kleine Rolle in dem Film Aquamarin – Die vernixte erste Liebe. Nach den Dreharbeiten für Bled in der Rolle der Aaren stand sie in Aztec Rex als Ayacoatl vor der Kamera. In der von Joss Whedon produzierten Serie Dollhouse war sie, in den Jahren 2008 bis 2010, in der Hauptrolle der Sierra zu sehen.
In der vierten Staffel von Torchwood hatte Lachman eine Gastrolle.
2012 spielte sie in der zweiten Staffel der US-Mysteryserie Being Human die Hauptrolle der Suren.
Von 2012 bis 2013 war sie in der ABC-Fernsehserie Last Resort in einer Hauptrolle zu sehen.
2014 hatte sie eine wiederkehrende Rolle in der Science-Fiction-Serie The 100 inne.
2018 spielte sie eine Hauptrolle, als Reileen Kawahara (Rei), in der Netflix-Serie Altered Carbon.
2022 war sie als Soyona Santos in dem Science-Fiction-Film Jurassic World: Ein neues Zeitalter zu sehen. Dieselbe Rolle übernahm sie ab 2024 auch in der computeranimierten Fernsehserie Jurassic World: Die Chaostheorie
Im Juli 2014 verlobte sich Lachman nach drei Jahren Beziehung mit Schauspieler Maximilian Osinski, 2015 heirateten sie.

## Filmografie (Auswahl)
- 2005: Eastworld
- 2005–2007: Nachbarn (Neighbours, Fernsehserie, 103 Episoden)
- 2006: Aquamarin – Die vernixte erste Liebe (Aquamarine)
- 2007: Aztec Rex (Tyrannosaurus Azteca)
- 2008–2010: Dollhouse (Fernsehserie, 26 Episoden)
- 2009: Bled
- 2010: Sunday Punch (Kurzfilm)
- 2010: Navy CIS: L.A. (NCIS: Los Angeles, Fernsehserie, Episode 1x17)
- 2010: Hawaii Five-0 (Fernsehserie, Episode 1x08)
- 2011: The Guild (Webserie, Episode 5x08)
- 2011: Torchwood (Fernsehserie, Episode 4x02)
- 2012: Being Human (Fernsehserie, 7 Episoden)
- 2012: The Glades (Fernsehserie, Episode 3x05)
- 2012–2013: Last Resort (Fernsehserie, 13 Episoden)
- 2012: The League (Fernsehserie, Episode 4x11)
- 2013: CSI: Vegas (CSI: Crime Scene Investigation, Fernsehserie, Episode 13x20)
- 2013: King & Maxwell (Fernsehserie, 7 Episoden)
- 2014: Lust for Love
- 2014: The 100 (Fernsehserie, 7 Episoden)
- 2014: Spooked (Webserie, Episode 1x01)
- 2014–2015: Shameless (Fernsehserie, 6 Episoden)
- 2014–2015, 2020: Marvel’s Agents of S.H.I.E.L.D. (Fernsehserie, 11 Episoden)
- 2015: Hollywood Hitmen (Webserie, Episode 1x05)
- 2015: Too Late
- 2016: The Last Ship (Fernsehserie, 8 Episoden)
- 2016–2017: Supergirl (Fernsehserie, 2 Episoden)
- 2018–2019, 2021: Animal Kingdom (Fernsehserie, 21 Episoden)
- 2018–2020: Altered Carbon – Das Unsterblichkeitsprogramm (Altered Carbon, Fernsehserie, 9 Episoden)
- 2020: Bad Therapy
- 2021: Raya und der letzte Drache (Raya and the Last Dragon, Stimme)
- seit 2022: Severance (Fernsehserie)
- 2022: Jurassic World: Ein neues Zeitalter (Jurassic World Dominion)
- 2024: Planet der Affen: New Kingdom (Kingdom of the Planet of the Apes)
- 2024: Joe Baby
- 2024: The Power Within (Kurzfilm)
- 2024: The Bridge (Aftermath)
- 2024–2025: Jurassic World: Die Chaostheorie (Jurassic World: Chaos Theory, Fernsehserie, Stimme, 14 Episoden)